# Gauliga Westmark
La Gauliga Westmark fue la liga de fútbol más importante de la región de Sarre y del territorio ocupado de Lorraine en Francia durante el gobierno de Alemania Nazi de 1941 a 1945.

## Historia
La liga fue creada en 1941 después de que la Gauliga Südwest/Mainhessen se dividiera en dos Gauligas separadas tras la reorganización geopolítica de Alemania Nazi a causa de la Segunda Guerra Mundial.
En su temporada inaugural la liga contó con la participación de diez equipos, pero antes de iniciar la temporada en FV Pirmasens abandonó la liga y se jugó con solo nueve equipos que se enfrentaban todos contra todos a visita recíproca, en donde el campeón clasificaba a la fase nacional de la Gauliga, mientras que los últimos dos lugares de la temporada descendían de categoría.
En la temporada 1942/43 la liga se expandió a diez equipos, manteniendo el sistema de competición hasta la temporada 1943/44 hasta que a inicios de la temporada 1944/45 la liga fue cancelada después de que las fuerzas aliadas retomaran la región francesa de Lorraine, desapareciendo la Gauliga tras la caída de la  Alemania Nazi.

## Equipos Fundadores
Estos fueron los nueve equipos que disputaron la temporada inaugural de la liga en 1941/42:
| - Borussia Neunkirchen - 1. FC Kaiserslautern - FV Saarbrücken | - TSG 61 Ludwigshafen - VfR Frankenthal - SpVgg Mundenheim | - FV Metz - Tura Ludwigshafen - TSG Saargemünd |

## Lista de campeones
| Temporada | Campeón              | Finalista |
| --------- | -------------------- | --------- |
| 1941-42   | 1. FC Kaiserslautern | FV Metz   |
| 1942-43   | FV Saarbrücken       | FV Metz   |
| 1943-44   | KSG Saarbrücken      | FV Metz   |

## Posiciones Finales 1942-44
| Club                  | 1942 | 1943 | 1944 |
| --------------------- | ---- | ---- | ---- |
| Borussia Neunkirchen  | 5    | 3    | 4    |
| 1. FC Kaiserslautern  | 1    | 5    | 10   |
| FV Saarbrücken 2      | 7    | 1    | 1    |
| TSG 61 Ludwigshafen 3 | 3    | 4    | 7    |
| VfR Frankenthal       | 6    | 7    | 3    |
| SpVgg Mundenheim      | 9    |      |      |
| FV Metz               | 2    | 2    | 2    |
| Tura Ludwigshafen     | 4    | 6    | 5    |
| TSG Saargemünd        | 8    | 8    | 6    |
| TSG Oppau             |      | 9    |      |
| SC Altenkessel        |      | 10   |      |
| TSG Merlenbach        |      |      | 8    |
| KSG Speyer            |      |      | 9    |

- 2 El FV Saarbrücken jugó bajo el nombre KSG Saarbrücken desde 1943.
- 3 El TSG 61 Ludwigshafen jugó bajo el nombre KSG Ludwigshafen desde 1943.